# دانيال براندل
دانيال براندل (بالألمانية: Daniel Brändle) هو لاعب كرة قدم ليختنشتاني في مركز الوسط، ولد في 23 يناير 1992 في فادوتس في ليختنشتاين. شارك مع منتخب ليختنشتاين تحت 21 سنة لكرة القدم ومنتخب ليختنشتاين لكرة القدم. أما مع النوادي، فقد لعب مع نادي بيرن.

## وصلات خارجية
- دانيال براندل على موقع الاتحاد الدولي (مؤرشف)  (الإنجليزية)
- دانيال براندل على موقع الاتحاد الأوربي (الإنجليزية)
- دانيال براندل على موقع قاعدة بيانات كرة القدم.إي يو (الإنجليزية)
- دانيال براندل على موقع ناشيونال فوتبول تيمز (الإنجليزية)
- دانيال براندل على موقع عالم كرة القدم.نت (الإنجليزية)
- دانيال براندل على موقع AS.com (الإسبانية)